# Pakse International Airport
Pakse International Airport är en flygplats i Laos.   Den ligger i provinsen Champasack, i den södra delen av landet, 500 km sydost om huvudstaden Vientiane. Pakse International Airport ligger 100 meter över havet.
Terrängen runt Pakse International Airport är platt åt sydväst, men åt nordost är den kuperad. Terrängen runt Pakse International Airport sluttar västerut. Runt Pakse International Airport är det ganska tätbefolkat, med 155 invånare per kvadratkilometer. Närmaste större samhälle är Pakxé, 2,3 km sydost om Pakse International Airport. I omgivningarna runt Pakse International Airport växer huvudsakligen savannskog.